# Ивановцы (Ивано-Франковская область)
Ивановцы (укр. Іванівці) — село в Коломыйской общине Коломыйского района Ивано-Франковской области Украины.
Население по переписи 2001 года составляло 1334 человека. Занимает площадь 12,28 км². Почтовый индекс — 78250. Телефонный код — 803433.

## История
- В 2002 году село Ивановка переименовано в село Ивановцы[1]